# SpaceX South Texas launch site
SpaceX South Texas launch site či Starbase, také známé jako Boca Chica launch site, je soukromé raketové vývojové a výrobní zařízení, testovací základna a kosmodrom společnosti SpaceX, nacházející se v Boca Chica v Texasu, zhruba 32 km východně od města Brownsville, na pobřeží Mexického zálivu. Základna byla původně zamýšlena pro starty raket Falcon 9, Falcon Heavy a řadu různých suborbitálních raket pro opakované použití, ale v roce 2018 SpaceX oznámil změnu plánů s tím, že nadále bude základna používána výhradně pro novou generaci kosmických raket, Starship. V letech 2019 a 2020 byla lokalita rozšířena o rozsáhlé výrobní a testovací kapacity. Generální ředitel SpaceX, Elon Musk, naznačil již v roce 2014, že z jižního Texasu budou startovat komerční a soukromé pilotované lety a pravděpodobně také lety na Mars.
Při hledání nové základny pro komerční kosmické starty, v letech 2012 až 2014, zvažoval SpaceX sedm potenciálních lokalit ve Spojených státech. Ideální lokalita by obecně měla mít ve východním směru rozsáhlou vodní (mořskou) hladinu z důvodu bezpečnosti při přeletu a měly by také ležet co nejvíce na jih, co nejblíže k rovníku, aby mohla co nejlépe využít výhodu rychlosti rotace Země. Po celou dobu hledání byla lokalita v Boca Chica hlavním kandidátem. Americký úřad pro dozor nad civilním letectvím, FAA, vhodnost lokality extenzivně zkoumal a SpaceX do roku 2014 koupil 170 000 m2 pozemků a pronajal si dalších 230 000 m2. V srpnu 2014 SpaceX oznámil, že si lokalitu v Boca Chica vybral jako svou základnu pro starty komerčních letů, neboť již úspěšně proběhla všechna řízení o dopadech na životní prostředí. Po prvním startu rakety Starship se lokalita stala čtvrtou aktivní startovací základnou společnosti SpaceX – ostatní tři má pronajaté od vlády Spojených států.
Ceremonie položení základního kamene proběhla v září 2014 a výkopové práce započaly v říjnu 2015. První sledovací radar byl instalován v srpnu 2016 a první nádrž na skladování paliva v červenci 2018. Koncem roku 2018 výstavba prudce zrychlila a výroba prvního prototypu testovací rakety Starhopper (jejíž testy a zkušební let proběhly v březnu až srpnu 2019) již proběhla zde v Boca Chica. K březnu 2020 již v místě pracovalo 500 zaměstnanců SpaceX, většina z nich v nepřetržitém provozu výroby druhé generace raket společnosti SpaceX – Starship.